# Calcodes nishiyamai
Calcodes nishiyamai is een keversoort uit de familie vliegende herten (Lucanidae). De wetenschappelijke naam van de soort werd voor het eerst geldig gepubliceerd in 1994 door Mizunuma in Mizunuma & Nagai.